# WebM
WebM Project è un progetto sponsorizzato da Google dedicato a creare un formato video libero e royalty-free che abbia un'alta qualità nella compressione video per l'uso con HTML5.
È un progetto open source distribuito sotto una licenza BSD-style. Consiste nel codec video VP8, sviluppato da On2 Technologies, e dal codec audio Vorbis, in un contenitore basato su Matroska.

## Supporto
Il sostegno di Mozilla, Opera e Google è stato annunciato al momento del lancio, durante la conferenza Google I/O 2010.
Internet Explorer 9 (ora deprecato) aveva la possibilità di supportare i file WebM se il codec VP8 era installato localmente. Nonostante non vi sia un supporto ufficiale da parte di Apple, Safari per desktop supporta qualsiasi codec installato su QuickTime, permettendo in futuro la fruizione di file WebM. Adobe annunciò che Flash Player (ora deprecato) sarebbe stato aggiornato per supportare il codec video VP8, senza tuttavia fare riferimento al codec audio Vorbis o al formato contenitore WebM.
AMD (proprietaria del marchio ATI), ARM e Broadcom hanno annunciato il loro sostegno per l'accelerazione hardware. NVidia ha dichiarato che sosterrà l'adozione di VP8, anche se non ha piani specifici per fornire supporto hardware.
A partire dal 2017 anche il browser Edge di Microsoft supporta WebM con i codec VP9 e Opus.
iOS15 introduce il supporto al codec audio/video WebM su Safari, originariamente non nativo.
Il 30 luglio 2019 è stato rilasciato Blender 2.80 con supporto WebM.
La Sony PlayStation 5 supporta l'acquisizione di filmati a 1080p e 2160p in formato WebM.
| Internet Explorer (deprecato)                                                               | Microsoft Edge         | Firefox                | Chrome                 | Chrome per Android     | Safari                             | Safari IOS                         | Opera Mini | UC Browser per Android    | Samsung Internet         |
| ------------------------------------------------------------------------------------------- | ---------------------- | ---------------------- | ---------------------- | ---------------------- | ---------------------------------- | ---------------------------------- | ---------- | ------------------------- | ------------------------ |
| No (a meno che non si installi manualmente il codec nel sistema operativo dalla versione 9) | Si (dalla versione 92) | Si (dalla versione 90) | Si (dalla versione 92) | Si (dalla versione 94) | Parzialmente (dalla versione 13.1) | Parzialmente (dalla versione 14.4) | No         | Si (dalla versione 12.12) | Si (dalla versione 14.0) |

### Player che supportano WebM[20]
- VLC
- KM Player
- Miro
- 5K Player
- Winamp
- Kodi
- GOM Player
- VSO Media Player
- Windows Media Player
- MPlayerX
- ALLPlayer

### Confronto con MP4[21]
|                 | WebM                   | MP4                      |
| Codec           | VP8, VP9, Vorbis, Opus | H.264, H.265, AAC, MP3   |
| Qualità         | Buona                  | Alta                     |
| Dimensione file | Leggere                | Pesanti                  |
| Diffusione      | Media                  | Alta                     |
| Brevetti        | Open source            | Con licenza obbligatoria |

### Incorporazione in una pagina web
```
<
video
 
width
=
 
"620"
 
height
=
"440"
 
controls
>

<
source
 
src
=
"video.webm"
 
type
=
"video/webm"
>

</
video
>

```

## Galleria d'immagini
- I seguenti video sono esempi di formato WebM: